# Lago di Chapala
Il lago di Chapala è un lago naturale situato tra gli Stati di Jalisco e Michoacán in Messico. È la più grande massa d'acqua del paese con 1.112 km², ed una profondità di circa 9 metri. Principale immissario è il fiume Lerma, mentre il Rio Grande de Santiago è il suo emissario.